# What the Curate Really Did
What the Curate Really Did è un cortometraggio muto del 1905 diretto da Lewin Fitzhamon.

## Trama
Le comari esagerano con i loro pettegolezzi il dono del curato a una piccola ragazzina.

## Produzione
Il film fu prodotto dalla Hepworth.

## Distribuzione
Distribuito dalla Hepworth, il film - un cortometraggio della lunghezza di 76,2 metri - uscì nelle sale cinematografiche britanniche nel settembre 1905.
Non si hanno altre notizie del film che si ritiene perduto, forse distrutto nel 1924 quando il produttore Cecil M. Hepworth, ormai fallito, cercò di recuperare l'argento del nitrato fondendo le pellicole.